# Kalbe Farma
PT Kalbe Farma Tbk – indonezyjskie przedsiębiorstwo farmaceutyczne. Zostało założone w 1966 roku, a swoją siedzibę ma w Dżakarcie.
Przedmiot działalności przedsiębiorstwa składa się z czterech segmentów: farmaceutyki na receptę, konsumenckie produkty zdrowotne, produkty odżywcze oraz dystrybucja i logistyka. Kalbe Farma jest największą notowaną firmą farmaceutyczną w Indonezji oraz w Azji Południowo-Wschodniej.
W maju 2020 r. przedsiębiorstwo Kalbe Farma ogłosiło rozpoczęcie współpracy z południowokoreańską firmą Genexine Inc. w celu przeprowadzenia testów szczepionki przeciwko COVID-19. Wcześniej, w 2015 r., Kalbe Farma i Genexine zawarły porozumienie w sprawie utworzenia spółki joint venture Kalbe Genexine Biologics.
Przedsiębiorstwo jest notowane na Indonezyjskiej Giełdzie Papierów Wartościowych.